# Haplostylus pusillus
Haplostylus pusillus är en kräftdjursart som först beskrevs av Coifmann 1937.  Haplostylus pusillus ingår i släktet Haplostylus och familjen Mysidae. Inga underarter finns listade i Catalogue of Life.